# Ligue romande de football américain
 (janvier 2023).
Si vous disposez d'ouvrages ou d'articles de référence ou si vous connaissez des sites web de qualité traitant du thème abordé ici, merci de compléter l'article en donnant les références utiles à sa vérifiabilité et en les liant à la section « Notes et références ».
La Ligue romande de football américain (en anglais NSFL pour Non Professional Swiss American Football League) est une ligue régionale suisse romande de football américain et de flag football.
Le championnat de la Division Élite se déroule de début août à la mi-novembre.

## Le football américain en Suisse romande
C'est en 1982 que Cursio Caravati et Massimo Monti créent la SFL (Swiss Football League). La première équipe à voir le jour est celle des Lugano Seagulls. 
En 2006, il n´existe qu´une seule association officielle admise par l'EFAF: la SAFV (Schweizericher America Football Verband) laquelle se compose de 
- trois ligues Senior : la ligue nationale A (LNA), la ligue nationale B (LNB) et depuis 2011 la ligue nationale C (LNC) ;
- une ligue Juniors : divisé en deux groupes.

La présence du football américain en Suisse à haut niveau est limitée à dix équipes (5 en LNA et 5 en LNB). 
Pour pallier le manque de structure et de compréhension vis-à-vis des petits clubs romands, une ligue régionale va se créer en 2004 : la NSFL. 
Six équipes prennent part à la première saison de la NSFL en 2005. Elles seront rejointes en 2006 par deux autres équipes.
Les différents tournois mis en place par la NSFL n’empêchent pas les clubs romands de participer aux championnats de la SAFV. C’est notamment le cas des Fribourg Cardinals et des LUCAF Owls qui jouent les deux compétitions. D'autre part, les Geneva Seahawks ont rejoint la NSFL en 2009.

## Les équipes membres de la NSFL
Canton de Fribourg :
- Fribourg Cardinals, depuis 2005

Canton de Genève :
- Geneva Seahawks, de 2005 jusqu'en 2009
- Geneva Whoppers, depuis 2008

Canton du Valais :
- Monthey Rhinos, depuis 2005
- Sierre Woodcutters, depuis 2010

Canton de Vaud :
- La Côte Centurions, depuis 2005
- Lausanne University Club Owls, depuis 2005
- Morges Bandits, depuis 2007
- Riviera Saints, depuis 2005
- Yverdon Ducs, depuis 2005

Canton de Neufchâtel : 
- Neuchâtel Knights, depuis 2005
- La Chaux-de-Fond Hornets, depuis 2010

## Compétitions
La NSFL organise des tournois de football américain depuis 2005 et de flag football depuis 2006.

### Tournois NSFL Tackle Élite
Les tournois NSFL Tackle Élite sont une compétition ouverte aux équipes Seniors de football américain. Cette compétition existe depuis 2005.
Depuis 2007 elle se déroule sur 7 journées de compétitions durant les mois de septembre et d'octobre. Chaque journée se joue sur un terrain différent qui accueille toutes les équipes, qui jouent chacune un match. Chaque équipe rencontre les 7 autres équipes une fois.
À l'issue de la 7e journée commencent les play-offs :
- Au premier tour, les quatre premiers du classement général sont qualifiés pour les demi-finales et le 5e et le 6e s'affrontent pour le gain de la 5e place finale. Tous ces matches sont joués à la même date sur le même terrain.
- Les deux perdants des demi-finales se rencontrent dans la "petite finale", pour remporter la 3e place finale.
- Les deux vainqueurs des demi-finales s'affrontent lors de la "grande finale", aussi nommée NSFL Bowl.

La "petite" et la "grande finale" se jouent le même jour sur le même terrain.
| Tournois                  | Édition | Date de la finale | Champion                | Score   | Finaliste               |
| ------------------------- | ------- | ----------------- | ----------------------- | ------- | ----------------------- |
| 2005                      | I       | 30 octobre 2005   | Fribourg Cardinals      | 06 - 00 | Lausanne Sharks (LUCAF) |
| Tournois NSFL Tackle 2006 | II      | 4 novembre 2006   | Fribourg Cardinals      | 22 - 00 | Riviera Saints          |
| Tournois NSFL Tackle 2007 | III     | 28 octobre 2007   | Lausanne Sharks (LUCAF) | 25 - 07 | Fribourg Cardinals      |
| Tournois NSFL Tackle 2008 | IV      | 2 novembre 2008   | Riviera Saints          | 14 - 06 | Neuchâtel Knights       |
| Tournois NSFL Tackle 2009 | V       | 8 novembre 2009   | Riviera Saints          | 13 - 12 | LUCAF                   |
| Tournois NSFL Tackle 2010 | VI      | 14 novembre 2010  | Riviera Saints          | 12 - 07 | Geneva Seahawks         |
| Tournois NSFL Tackle 2011 | VII     | 13 novembre 2011  | Geneva Seahawks         | 12 - 08 | LUCAF                   |
| 2012                      | VIII    | 18 novembre 2012  | Geneva Seahawks         | 14 - 07 | Fribourg Cardinals      |
| 2013                      | IX      | 10 novembre 2013  | Geneva Seahawks         | 32 - 11 | Riviera Saints          |
| 2014                      | X       | 2 novembre 2014   | Geneva Seahawks         | 20 - 00 | LUCAF                   |
| 2015                      | XI      | 8 novembre 2015   | Geneva Whoppers         | 14 - 06 | Geneva Seahawks         |
| 2016                      | XII     | 23 octobre 2016   | LUCAF                   | 40 - 00 | Morges Bandits          |
| 2017                      | XIII    | 5 novembre 2017   | Morges Bandits          | 17 - 14 | Yverdon Ducs            |

Champions NSFL Bowls :
- Geneva Seahawks (4 titres)
- Riviera Saints (3 titres)
- Fribourg Cardinals (2 titres)
- Lausanne Sharks (1 titre) / LUCAF (1 titre)
- Morges Bandits (1 titre)
- Geneva Whoppers (1 titre)

### Tournois NSFL Tackle juniors
Les tournois NSFL Tackle Juniors sont une compétition ouverte aux équipes juniors de football américain. Cette compétition a été créée en 2008.
| Tournois | Date de la finale | Champion                | Score   | Finaliste          |
| -------- | ----------------- | ----------------------- | ------- | ------------------ |
| 2008     | 1er juin 2008     | Lausanne Sharks (LUCAF) | 52 - 06 | Neuchâtel Knights  |
| 2009     | 7 juin 2009       | Geneva Whoppers         | 13 - 06 | LUCAF              |
| 2010     | 20 juin 2010      | Geneva Whoppers         | 50 - 16 | Geneva Seahawks    |
| 2011     | 12 juin 2011      | La Côte Centurions      | 14 - 00 | Geneva Whoppers    |
| 2012     | 24 juin 2012      | La Côte Centurions      | 22 - 28 | Geneva Whoppers    |
| 2013     | 15 juin 2013      | Fribourg Cardinals      | 25 - 13 | La Côte Centurions |
| 2014     | 15 juin 2014      | Fribourg Cardinals      | 56 - 06 | Riviera Saints     |
| 2015     | 14 juin 2015      | Geneva Whoppers         | ? - ?   | Fribourg Cardinals |

Champions NSFL Bowl Juniors :
- Geneva Whoppers (4 titres)
- Fribourg Cardinals (2 titres)
- Lausanne Sharks (1 titre)
- La Côte Centurions (1 titre)

### Tournois NSFL Flag Élite
Les tournois NSFL Flag Élite sont une compétition ouverte aux équipes Seniors de Flag football. Cette compétition fut créée en 2007.
La formule actuelle des tournois se déroule sur plusieurs jouées dans un lieu différent qui accueille toutes les équipes. Chaque équipe rencontre toutes les autres équipes de la compétition une fois.
Les tournois se terminent par deux journées finales. La premières sont les play-offs (quarts de finales) qui sont joués sur une seule journée sur le même terrain. Les gagnants se retrouvent pour le "final 4". Cette journée est composée :
- des demi-finales,
- de la finale.

#### Palmarès NSFL Flag Élite
| Année | Vainqueur  | Finaliste   | Troisième          |
| ----- | ---------- | ----------- | ------------------ |
| 2007  | Ducs       | Capone      | -                  |
| 2008  | Warriors   | Saints      | Bandits            |
| 2009  | Warriors   | Bandits     | Rhinos             |
| 2010  | Warriors   | Ducs        | Rhinos             |
| 2011  | Warriors   | Rhinos      | Ducs               |
| 2012  | Ducs       | Warriors    | Bandits            |
| 2013  | Old Rhinos | Saints      | Woodcutters        |
| 2014  | Old Rhinos | Woodcutters | Rhinos             |
| 2015  | Rhinos     | Ducs        | Woodcutters        |
| 2016  | Rhinos     | Ducs 2      | Red Legends (NSFL) |
| 2017  | Rhinos     | Ducs 1      | Old Rhinos         |
| 2018  | Ducs       | Saints      | Centurions         |
| 2019  | Centurions | Saints      | Ducs               |
| 2020  | Centurions | Saints      | Bandits            |
| 2021  | Whoppers   | Centurions  | Saints             |
| 2022  | Whoppers   | Centurions  | Suzerains          |
| 2023  | Saints     | Whoppers    | Rockets            |

| Titres | Équipe             |
| ------ | ------------------ |
| 4      | Geneva Warriors    |
| 3      | Yverdon Ducs       |
| 3      | Monthey Rhinos     |
| 2      | Monthey Old Rhinos |
| 2      | La Côte Centurions |
| 2      | Geneva Whoppers    |
| 1      | Riviera Saints     |

### Finales
| Tournois | Date de la finale | Champion        | Score | Finaliste          |
| -------- | ----------------- | --------------- | ----- | ------------------ |
| 2007     | 13 mai 2007       | Ducs Yverdon    | 25-7  | Morges Capone      |
| 2008     | 17 mai 2008       | Warriors Geneva | 32-18 | Riviera Saints     |
| 2009     | 2 mai 2009        | Warriors Geneva | 83-46 | Morges Bandits     |
| ...      | ...               | ...             | ...   | ...                |
| 2014     | 10 mai 2014       | Old Rhinos      | 36-12 | Sierre Woodcutters |
| 2015     | 16 mai 2015       | Monthey Rhinos  | 20-00 | Ducs Yverdon       |
| 2016     | 21 mai 2016       | Monthey Rhinos  | ? - ? | Ducs 2             |
| 2017     | 20 mai 2017       | Monthey Rhinos  | 38-20 | Ducs 1             |

### Tournois NSFL Flag Juniors
Les tournois NSFL flag Juniors sont une compétition ouverte aux équipes Juniors de Flag football. Cette compétition a été mise en place en 2006.
L'édition 2007 des tournois ne comptant que 3 équipes, les tournois se sont déroulés sur trois journées, puis a eu lieu un match entre le 2e et le 3e du classement et enfin la finale. Toutes les journées juniors se jouent en même temps et sur le même terrain que les séniors.
| Tournois | Date de la finale | Champion       | Score | Finaliste       |
| -------- | ----------------- | -------------- | ----- | --------------- |
| 2006     | 24 juin 2006      | Ducs Yverdon   | 32-20 | Riviera Saints  |
| 2007     | 13 mai 2007       | Gaulois Orbe   | 40-22 | Riviera Saints  |
| 2008     | 17 mai 2008       | Riviera Saints | 18-14 | Lausanne Sharks |

Rappel du nombre de titres :
- 1 titre : Ducs Yverdon, Gaulois Orbe, Riviera Saints.